# Marobod
Marobod (sau Marbod; latină Maroboduus) (a doua jumătate a sec. I î.Hr. — 37 d.Hr.,  Ravenna) a fost șeful tribal al marcomanilor. Se trăgea dintr-o familie aristocrată. În tinerețe a locuit la Roma și a fost instruit la curtea împăratului Octavian. 
După migrarea marcomanilor (anul 8 î.Hr.) pe teritoriul Boemiei, Marobod a unit marcomanii cu triburile vecine și a format o puternică uniune de triburi. Și-a pus titlul de rege, iar din uniunea tribală făceau parte, alături de marcomani, triburile germanice hermundurii, semnonii, lugii, cărora li s-au adăugat mai târziu longobarzii, alt trib germanic strâns înrudit cu marcomanii și suebii. Sfera de influență a regatului lui Marobod se întindea până la cursul mijlociu al Dunării, în est până la granița provinciei romane Pannonia și până la râul Vistula, în nord până la țărmul Mării Baltice și în vest până la fluviul Elba.
A organizat armata după model roman (infanterie cu efectiv de 70.000 și cavalerie cu efectiv de 4.000 oșteni). 
În anul 17, armata lui Marobod a fost înfrântă de o forță condusă de liderul heruscilor Arminius. 
În anul 19, Marobod a fost detronat de nobili și a fost nevoit să se refugieze pe teritoriul Imperiului Roman.